# Rallye Monte Carlo 1998

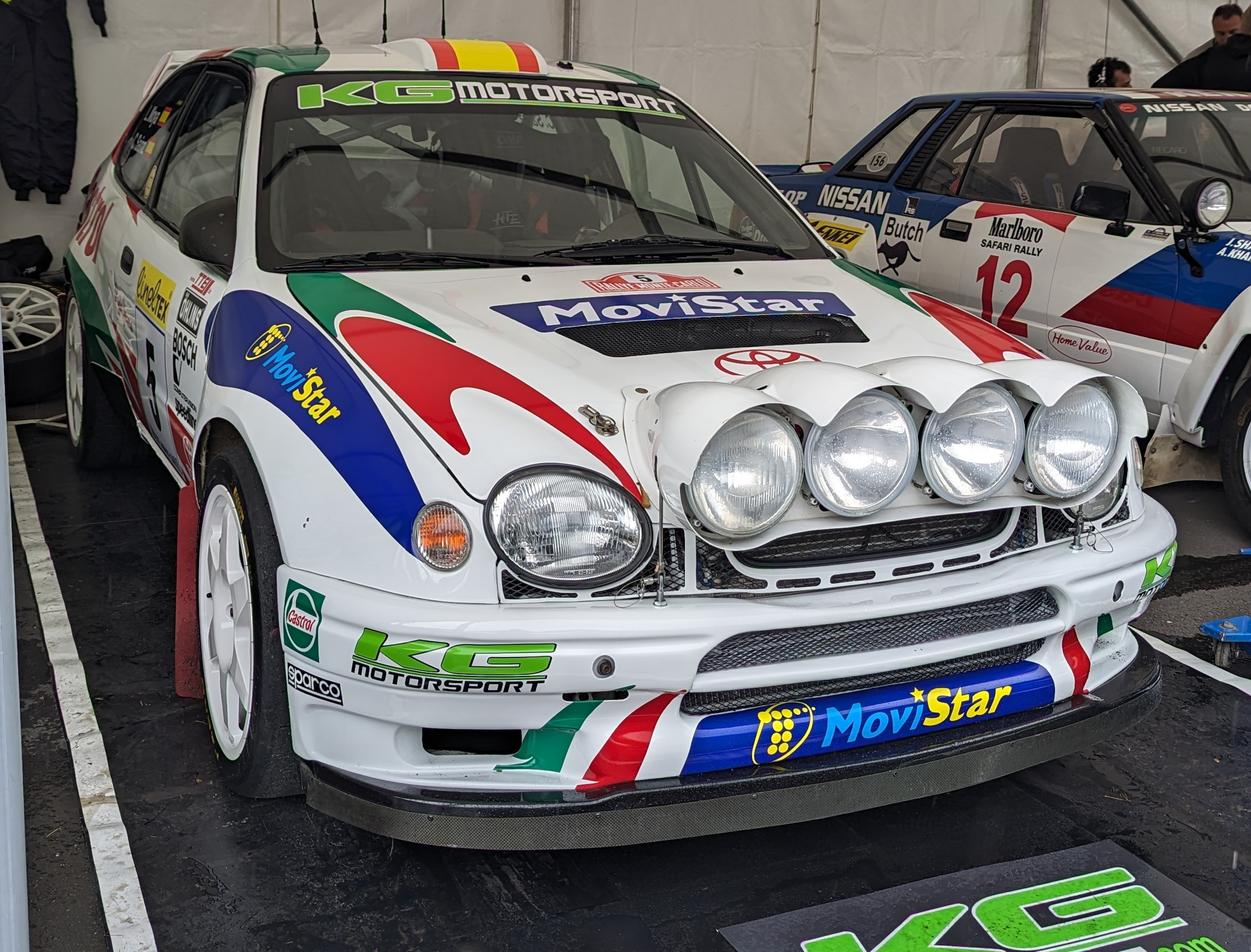
Toyota Corolla WRC

Die 66. Rallye Monte Carlo war der 1. Lauf zur Rallye-Weltmeisterschaft 1998. Sie fand vom 19. bis zum 21. Januar in der Region von Monaco statt.

## Klassifikationen

### Endergebnis
| Rang | Fahrer              | Co-Pilot          | Auto                         | Zeit (Std./Min./Sek.) | Rückstand Sieger (Min./Sek.) Rückstand V (Min./Sek.) |
| ---- | ------------------- | ----------------- | ---------------------------- | --------------------- | ---------------------------------------------------- |
| 1    | Carlos Sainz senior | Luis Moya         | Toyota Corolla WRC           | 4:28:00.5             | 00:00.0                                              |
| 2    | Juha Kankkunen      | Juha Repo         | Ford Escort WRC              | 4:28:41.3             | 00:40.8                                              |
| 3    | Colin McRae         | Nicky Grist       | Subaru Impreza S5 WRC        | 4:29:01.5             | 01:01.0 00:20.2                                      |
| 4    | Piero Liatti        | Fabrizia Pons     | Subaru Impreza S5 WRC        | 4:29:13.5             | 01:13.0 00:12.0                                      |
| 5    | Richard Burns       | Robert Reid       | Mitsubishi Carisma GT Evo IV | 4:29:23.2             | 01:22.7 00:09.7                                      |
| 6    | Bruno Thiry         | Stéphane Prévot   | Ford Escort WRC              | 4:30:20.9             | 02:20.4 00:57.7                                      |
| 7    | Uwe Nittel          | Christina Thörner | Mitsubishi Carisma GT Evo IV | 4:34:21.3             | 06:20.8 04:00.4                                      |
| 8    | Armin Kremer        | Klaus Wicha       | Subaru Impreza S5 WRC        | 4:37:40.1             | 09:39.6 03:18.8                                      |
| 9    | Gilles Panizzi      | Hervé Panizzi     | Peugeot 306 Maxi             | 4:39:24.0             | 11:23.5 01:43.9                                      |
| 10   | François Delecour   | Daniel Grataloup  | Peugeot 306 Maxi             | 4:40:02.2             | 12:01.7 00:38.2                                      |

Insgesamt wurden 60 von 106 gemeldeten Fahrzeuge klassiert:

### Wertungsprüfungen
| Tag            | WP                                | Name                                | Länge    | Start MESZ          | Gewinner        | Co-Pilot              | Auto                     | Zeit                | Leader        |
| Tag 1 19. Jan. |                                   |                                     |          |                     |                 |                       |                          |                     |               |
| -------------- | --------------------------------- | ----------------------------------- | -------- | ------------------- | --------------- | --------------------- | ------------------------ | ------------------- | ------------- |
| Tag 1 19. Jan. | WP1                               | Lucéram – Peïra Cava 1              | 9,65 km  | 09:13               | Didier Auriol   | Denis Giraudet        | Toyota Corolla WRC       | 07:35.1             | Didier Auriol |
| Tag 1 19. Jan. | WP2                               | Peïra Cava – La Bollène Vésubie 1   | 16,70 km | 09:33               | Gilles Panizzi  | Hervé Panizzi         | Peugeot 306 Maxi         | 14:38.4             | Piero Liatti  |
| Tag 1 19. Jan. | WP3                               | Lambruisse – Clumanc                | 15,00 km | 12:25               | Tommi Mäkinen   | Risto Mannisenmäki    | Mitsubishi Lancer Evo IV | 11:01.0             | Piero Liatti  |
| Tag 1 19. Jan. | WP4                               | Chaudon Norante – Et. Thermal Digne | 19,53 km | 13:00               | Tommi Mäkinen   | Risto Mannisenmäki    | Mitsubishi Lancer Evo IV | 13:00.7             | Tommi Mäkinen |
| Tag 1 19. Jan. | WP5                               | L´Epine – Rosans                    | 31,15 km | 15:37               | Tommi Mäkinen   | Risto Mannisenmäki    | Mitsubishi Lancer Evo IV | 19:05.8             | Tommi Mäkinen |
| Tag 1 19. Jan. | WP6                               | Les Savoyons – Sigoyer              | 27,56 km | 17:34               | Tommi Mäkinen   | Risto Mannisenmäki    | Mitsubishi Lancer Evo IV | 21:01.4             | Tommi Mäkinen |
| Tag 2 20. Jan. |                                   |                                     |          |                     |                 |                       |                          |                     | Tommi Mäkinen |
| WP7            | Bayons                            | 22,55 km                            | 08:11    | Carlos Sainz senior | Luis Moya       | Toyota Corolla WRC    | 19:05.9                  | Carlos Sainz senior |               |
| WP8            | Sisteron – Thoard                 | 36,72 km                            | 09:56    | Juha Kankkunen      | Juha Repo       | Ford Escort WRC       | 30:07.4                  | Carlos Sainz senior |               |
| WP9            | Entrevaux – St. Pierre            | 29,71 km                            | 12:50    | Piero Liatti        | Fabrizia Pons   | Subaru Impreza S5 WRC | 19:58.8                  | Carlos Sainz senior |               |
| WP10           | Toudon – St. Antonin 1            | 20,71 km                            | 16:08    | Piero Liatti        | Fabrizia Pons   | Subaru Impreza S5 WRC | 15:25.2                  | Carlos Sainz senior |               |
| WP11           | St. Jean La Riviere – Levens 1    | 11,97 km                            | 17:30    | Colin McRae         | Nicky Grist     | Subaru Impreza S5 WRC | 08:23.1                  | Carlos Sainz senior |               |
| WP12           | Lucéram – Peïra Cava 2            | 9,65 km                             | 19:11    | Didier Auriol       | Denis Giraudet  | Toyota Corolla WRC    | 07:20.9                  | Carlos Sainz senior |               |
| WP13           | Peïra Cava – La Bollène Vésubie 2 | 16,70 km                            | 19:31    | Bruno Thiry         | Stéphane Prévot | Ford Escort WRC       | 12:01.8                  | Carlos Sainz senior |               |
| Tag 3 21. Jan. |                                   |                                     |          |                     |                 |                       |                          | Carlos Sainz senior |               |
| WP14           | Lucéram – Peïra Cava 3            | 9,65 km                             | 07:13    | Bruno Thiry         | Stéphane Prévot | Ford Escort WRC       | 07:12.0                  | Carlos Sainz senior |               |
| WP15           | Peïra Cava – La Bollène Vésubie 3 | 16,70 km                            | 07:33    | Didier Auriol       | Denis Giraudet  | Toyota Corolla WRC    | 11:42.5                  | Carlos Sainz senior |               |
| WP16           | St. Jean La Riviere – Levens 2    | 11,97 km                            | 08:07    | Piero Liatti        | Fabrizia Pons   | Subaru Impreza S5 WRC | 08:13.4                  | Carlos Sainz senior |               |
| WP17           | Toudon – St. Antonin 2            | 20,71 km                            | 09:43    | Didier Auriol       | Denis Giraudet  | Toyota Corolla WRC    | 15:06.9                  | Carlos Sainz senior |               |
| WP18           | Les Quatres Chemins – Roquesteron | 32,56 km                            | 11:44    | Colin McRae         | Nicky Grist     | Subaru Impreza S5 WRC | 22:13.9                  | Carlos Sainz senior |               |

### Gewinner Wertungsprüfungen
| WP            | Anzahl | Fahrer         | Auto                     |
| ------------- | ------ | -------------- | ------------------------ |
| 1, 12, 15, 17 | 4      | Didier Auriol  | Toyota Corolla WRC       |
| 3 – 6         | 4      | Tommi Mäkinen  | Mitsubishi Lancer Evo IV |
| 9, 10, 16     | 3      | Piero Liatti   | Subaru Impreza S5 WRC    |
| 11, 18        | 2      | Colin McRae    | Subaru Impreza S5 WRC    |
| 13, 14        | 2      | Bruno Thiry    | Ford Escort WRC          |
| 7             | 1      | Carlos Sainz   | Toyota Corolla WRC       |
| 8             | 1      | Juha Kankkunen | Ford Escort WRC          |
| 2             | 1      | Gilles Panizzi | Peugeot 306 Maxi         |

### Fahrer-Weltmeisterschaft
| Pos. | Fahrer         | Punkte |
| ---- | -------------- | ------ |
| 1    | Carlos Sainz   | 10     |
| 2    | Juha Kankkunen | 6      |
| 3    | Colin McRae    | 4      |
| 4    | Piero Liatti   | 3      |
| 5    | Richard Burns  | 2      |

### Herstellerwertung
| Pos. | Team       | Punkte |
| ---- | ---------- | ------ |
| 1    | Toyota     | 10     |
| 2    | Ford       | 7      |
| 3    | Subaru     | 7      |
| 4    | Mitsubishi | 2      |